# جمیل معوض
جمیل معوض (انگلیسی: Jamil Mahuad؛ زادهٔ ۲۹ ژوئیهٔ ۱۹۴۹) سیاستمدار اهل اکوادور است. وی از ۱۰ اوت ۱۹۹۸ تا ۲۱ ژانویه ۲۰۰۰ رئیس‌جمهور این کشور بود.

## زندگینامه

### اوایل زندگی
ماهود در لوخا، اکوادور متولد شد . او اصالتاً لبنانی و آلمانی است . 
ماهود در دانشکده علوم سیاسی جان اف کندی دانشگاه هاروارد تحصیل کرد و در سال ۱۹۸۹ مدرک کارشناسی ارشد مدیریت عمومی خود را دریافت کرد. او بورسیه فولبرایت وزارت امور خارجه ایالات متحده را دریافت کرده بود . 
دانشگاه هاروارد یک مطالعه موردی در مورد ماهواد با عنوان « رهبری و مذاکره: پایان دادن به طولانی‌ترین درگیری مرزی نیمکره غربی » منتشر کرد.

### ریاست جمهوری
ماهواد ابتدا در انتخابات ریاست جمهوری ۱۹۸۸ شرکت کرد و با اختلاف زیاد در جایگاه پنجم قرار گرفت. سپس از سال ۱۹۹۲ تا ۱۹۹۸ به عنوان شهردار کیتو خدمت کرد.
ده سال پس از اولین دوره ریاست جمهوری‌اش، او با اختلاف بسیار کمی در انتخابات ریاست جمهوری پیروز شد. آلوارو نوبوآ ، نامزد شکست خورده، درخواست بازشماری آرا را داد که توسط مرجع مسئول رد شد. اکوادور با بحران اقتصادی شدیدی (از جمله بحران بانکی اکوادور ۱۹۹۸-۱۹۹۹ ) مواجه بود که منجر به کاهش ۶۰ درصدی بودجه نیروهای مسلح شده بود. میزان محبوبیت ماهواد از ۶۰ درصد در اکتبر ۱۹۹۸ به ۶ درصد در ژانویه ۲۰۰۰ کاهش یافت. در روزهای پایانی سال ۱۹۹۹، او دلاریزه کردن اقتصاد اکوادور را به همراه تعدادی از اقدامات صندوق بین‌المللی پول اعلام کرد .
ماهود پس از یک هفته تظاهرات بومیان اکوادور و شورش نظامی به رهبری لوسیو گوتیرز مجبور به استعفا شد .
او اصلاحات اقتصادی را پیشنهاد کرد که منجر به « دلاریزه شدن » اقتصاد شد. او برای کنترل تورم افسارگسیخته، مسدود کردن حساب‌های بانکی را اعلام کرد. این امر باعث ناآرامی‌های گسترده‌ای شد، زیرا طبقات پایین برای تبدیل ساکر اکوادور که اکنون بی‌فایده بود به دلار آمریکا تلاش می‌کردند و ثروت خود را از دست می‌دادند، در حالی که طبقات بالا (که اعضای آنها ثروت خود را از قبل به دلار آمریکا سرمایه‌گذاری کرده بودند) به نوبه خود ثروت [ چگونه؟ ] به دست آوردند . در دوره رکود اقتصادی ماهواد، اقتصاد به طور قابل توجهی کوچک شد و تورم به سطوحی تا 60 درصد رسید.
در دوران ریاست جمهوری ماهواد، یک توافق صلح تاریخی با پرو امضا شد که اختلافات مرزی دیرینه را حل و فصل می‌کرد. بر اساس این توافق، اکوادور از ادعاهای خود مبنی بر حاکمیت بر قلمرو مورد مناقشه طبق پروتکل ریودوژانیرو صرف نظر کرد و در عوض، پرو مالکیت یک کیلومتر مربع از این قلمرو را به اکوادور واگذار کرد. ماهواد در 26 اکتبر 1998 صلح با پرو را منعقد کرد. 

## پس از ریاست جمهوری
ماهود همچنین مشاور ارشد گروه بین‌المللی CMI در کمبریج، ماساچوست است.
در ماه مه 2014، دیوان عالی ملی اکوادور او را به اتهام اختلاس به دوازده سال زندان محکوم کرد. 